# Fred Perry (bokser)
Frederick Mostyn „Fred” Perry (ur. 2 stycznia 1904 w Cardiff, zm. 11 stycznia 1981 tamże) – walijski bokser, wicemistrz Wielkiej Brytanii w wadze piórkowej z roku 1928, uczestnik Igrzysk Olimpijskich w Amsterdamie.

## Kariera
28 marca 1928 roku został wicemistrzem Wielkiej Brytanii w kategorii piórkowej. W finale przegrał przez dyskwalifikację w drugiej rundzie z Frankiem Meachamem. W sierpniu tego samego roku rywalizował na Igrzyskach Olimpijskich w Amsterdamie. Rywalizację rozpoczął od 1/8 finału, w którym pokonał na punkty reprezentanta Węgier Miklósa Gelbaia. W walce ćwierćfinałowej przegrał na punkty z reprezentantem gospodarzy, Holendrem Bepem van Klaverenem.